# تیا هولینن
تیا هَلینِن (انگلیسی: Tia Hälinen؛ زادهٔ ۱۸ فوریهٔ ۱۹۹۴) بازیکن فوتبال اهل فنلاند است.
وی همچنین در تیم ملی فوتبال زنان فنلاند بازی کرده‌است.